# 吴广
吴广（？—前208年），字叔，陳郡阳夏（今河南省太康县）人。秦末民變領袖，曾与陈胜發動大泽起义。

## 簡介
秦二世元年（前209年），陈胜與吴廣為秦朝的屯長（小軍官），他們隨著兩位秦朝的「尉」，率領九百名戍卒，發至漁陽（今北京附近）守邊。行軍途中，卻因為天雨耽擱日程，因秦朝法律規定，軍人誤期者死。為了避免死刑，陈胜、吴廣討論到一樣是死，不如造反。
陳勝與吳廣在戍卒所食的魚中動了手腳，魚腹中塞了預言布帛，寫下「陳勝王」三個字，吳廣又假裝狐狸嗥叫：「大楚興，陳勝王。」當時戍卒都迷信鬼神，於是開始疑心。吳廣向來愛護戍卒，很得人心，利用此優勢想出了苦肉計，吳廣故意激怒其中一個秦尉，引致該秦尉鞭打自己，讓士兵們同情吳廣，吳廣在這場口角糾紛之中，奪刀殺了這一位秦尉，陳勝也乘機殺了另一個秦尉，於是兩人領導九百名戍卒，在蘄縣大澤鄉（安徽宿州市埇桥区大泽乡镇劉村集）造反，陳勝自稱將軍，而吳廣自稱都尉。兩人以秦人同情的扶蘇和楚人同情的項燕之名義號召民眾從軍。
陈胜稱王，建立张楚政权後，吴廣立为假王。前208年吳廣劝陈胜带兵西进，陈胜却让吴广率田臧、李歸等西进圍攻滎陽（今河南滎陽東北古滎鎮），久攻不下。秦國援軍又要到來，田臧想分兵迎擊秦國援軍，擔心吳廣不同意，於是假借陳勝之命刺殺吳廣，迫使陳勝封自己為楚令尹。吳廣死後，田臧讓李歸留下繼續圍攻滎陽，自己親自迎擊秦軍，結果戰死。秦將章邯率軍進攻圍困滎陽的李歸，李歸兵敗被殺。

## 传承
吴广有时以门神的身份出现在中国和道教的寺庙中，通常与陈胜一起出现。